# 南雲美津代
南雲 美津代（なぐも みつよMitsuyo Nagumo、1951年11月28日 -） は、日本のアルペンスキーヤー である。 
新潟県南魚沼郡湯沢町出身。1972年の冬季オリンピックに出場した。

## 参照資料
1. ↑  “Mitsuyo Nagumo Olympic Results”.  Sports Reference LLC. 2020年4月17日時点のオリジナルよりアーカイブ。2018年3月1日閲覧。